# Lucile Crews
Pour les articles homonymes, voir Crews.
Lucile Crews est une compositrice américaine née le 23 août 1888 à Pueblo (Colorado) et morte le 3 novembre 1972 à San Diego (Californie).

## Biographie
Lucile Crews naît le 23 août 1888 à Pueblo (Colorado),,.
Elle étudie au New England Conservatory avant de se rendre en Europe, où elle travaille notamment à Paris avec Nadia Boulanger et à Berlin avec Hugo Kaun (en).
Le 30 septembre 1915, elle épouse à Pueblo l'organiste Charles H. Marsh.
Lucile Crews est lauréate d'un Bachelor of Music (en) de l'Université de Redlands, en 1920, et devient en 1926 la première femme à recevoir une bourse de voyage Pulitzer,. 
Comme compositrice, elle est l'auteure d'un poème symphonique, To an Unknown Soldier (1926), d'un opéra miniature, Ariadne and Dionysus (1935), d'un opéra en un acte, Eight Hundred Rubles (1926), d'une Suite pour cordes et bois, primée au Festival of Allied Arts de Los Angeles, d'une sonate pour alto et piano, de pièces pour piano et de mélodies.
Lucile Crews meurt le 3 novembre 1972 à San Diego (Californie),.

## Œuvres
Parmi ses œuvres, figurent, :
- The Call of Jeanne d'Arc, opéra, adapté de Joan of Arc de Percy MacKaye (en), 1923 ;
- Eight Hundred Rubies, opéra, livret de John Neidhardt, 1926 ;
- Ariadne and Dionysius, opéra en un acte, NBC Music Guild, 1935 ;
- The Concert, 1959.